# باربر درجه ۱ (فیلم ۲۰۲۰)
باربر درجهٔ ۱ یک فیلم کمدی هندی است که در سال ۲۰۲۰ به کارگردانی دیوید داوان و تهیه‌کنندگی واشو بگنانی ساخته شده‌است. این اثر، بازسازی نسخهٔ قدیمی فیلمی به همین نام (محصول ۱۹۹۵) می‌باشد. در این فیلم وارون داوان و سارا علی‌خان نقش‌های اصلی و پرش راول نقش مکمل را برعهده دارند. تولید فیلم از ۸ اوت ۲۰۱۹ در بانکوک آغاز شد و فیلم قرار بود در ۱ مه ۲۰۲۰ در سینماهای هند اکران شود اما به دلیل فراگیری بیماری کووید-۱۹ به تعویق افتاد.

## عوامل
- وارون داوان در نقش راجو / کونوار ماهندرا پراتاپ
- سارا علی خان در نقش کوهو چوپرا
- پارسه راوال در نقش سرمربی چوپرا
- جاوید جعفری در نقش ابیناو «لالا» سینگ[۳]
- راجپال یاداو در نقش چیکو شرما[۴]
- جانی لور در نقش دیپاک چوداری[۵]
- سهیل وحید در نقش هارش سینگ[۶]
- شیخا تالسانیا در نقش نیها چوپرا[۷]

## موسیقی متن
آهنگسازی فیلم بر عهدهٔ آنان-میلیند و نوشتن ترانه‌ها توسط سمیر انجام شده‌است.

## انتشار
انتشار پوستر اولیهٔ فیلم در ۱۲ اوت ۲۰۱۹، همزمان با بیست و چهارمین سالگرد تولد سارا علی‌خان صورت گرفت.